# Julien Cools
Julien Cools (* 13. února 1947, Retie) je bývalý belgický fotbalista. Nastupoval především na postu záložníka. S belgickou reprezentací získal stříbrnou medaili na mistrovství Evropy v roce 1980, tým vedl na turnaji jako kapitán, nastoupil ve všech čtyřech belgických zápasech na turnaji, ve skupině dal gól Španělsku. Za národní tým nastupoval v letech 1974–1980 a odehrál za něj 35 utkání, v nichž vstřelil dva góly. Na klubové úrovni hrál za Beringen (1969–1973), Bruggy (1973–1979), Beerschot VAC (1979–1981), KFC Dessel (1981–1983) a KVC Westerlo (1984–1986). S Bruggami si zahrál finále Poháru mistrů 1977–78 a finále Poháru UEFA 1975–76. Třikrát se s nimi stal mistrem Belgie (1975–76, 1976–77, 1977–78), jednou triumfoval v belgickém poháru (1976–77). V roce 1977 byl vyhlášen nejlepším hráčem belgické ligy.